# Villeperrot
Villeperrot ist eine französische Gemeinde mit 296 Einwohnern (Stand: 1. Januar 2022) im Département Yonne in der Region Bourgogne-Franche-Comté. Sie gehört zum Arrondissement Sens und zum Kanton Pont-sur-Yonne. 

## Geografie
Villeperrot liegt etwa zwölf Kilometer nordnordwestlich von Sens an der Yonne, die die Gemeinde im Osten begrenzt. Umgeben wird Villeperrot von den Nachbargemeinden Pont-sur-Yonne im Norden und Nordwesten, Gisy-les-Nobles im Nordosten, Cuy im Osten, Saint-Denis-lès-Sens im Südosten, Villenavotte im Süden, Nailly im Süden und Südwesten sowie Saint-Sérotin im Westen. 

## Bevölkerungsentwicklung
| 1962                       | 1968 | 1975 | 1982 | 1990 | 1999 | 2006 | 2018 |
| -------------------------- | ---- | ---- | ---- | ---- | ---- | ---- | ---- |
| 107                        | 98   | 143  | 177  | 225  | 267  | 307  | 322  |
| Quellen: Cassini und INSEE |      |      |      |      |      |      |      |

## Sehenswürdigkeiten
- Kirche Saint-Hilaire-et-Saint-Eutrope, Monument historique
- Herrenhaus L'Onde

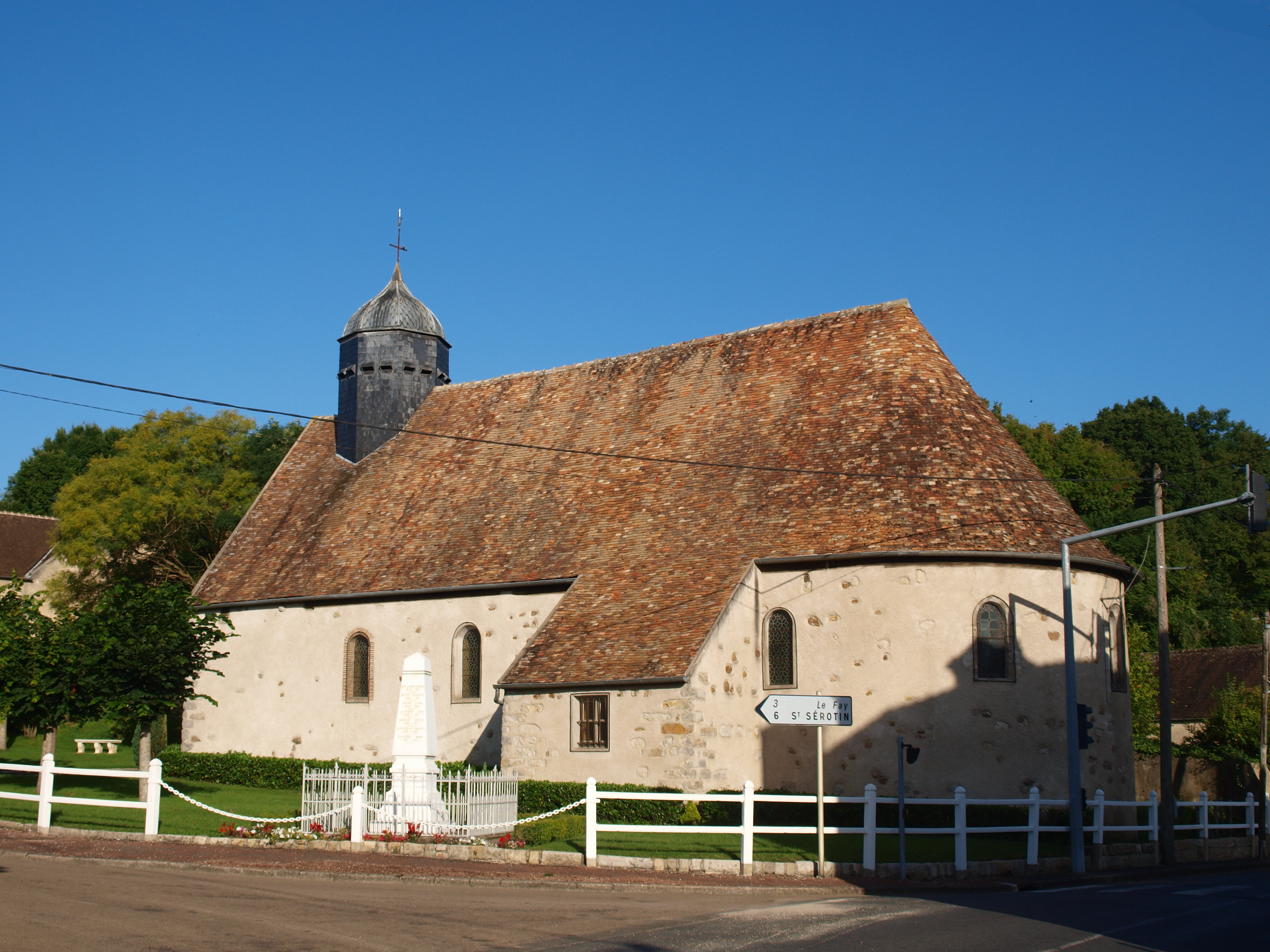
Kirche Saint-Hilaire-et-Saint-Eutrope
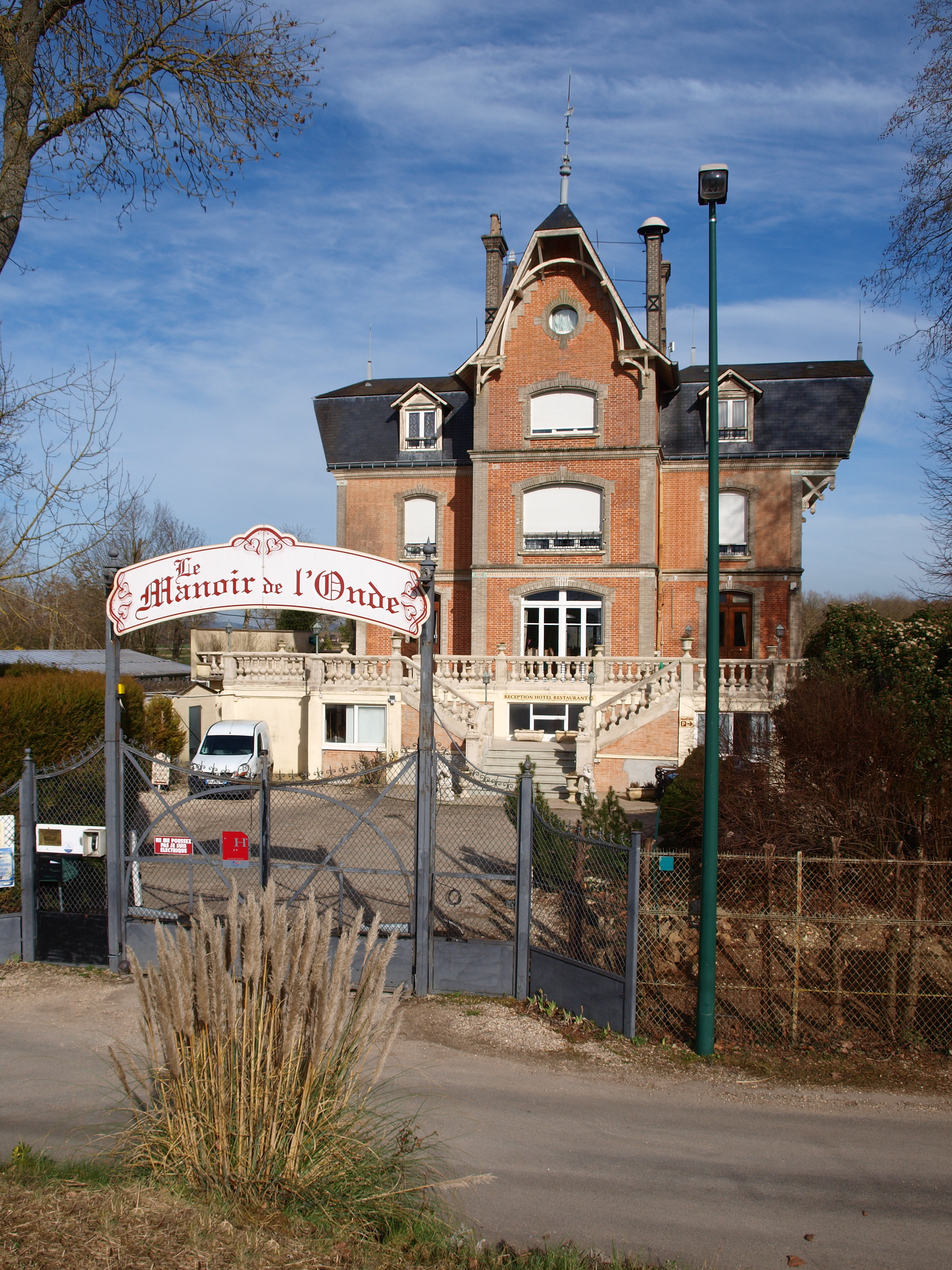
Herrenhaus L'Onde